# سامسونگ بایولاجیکس
سامسونگ بایولاجیکس (انگلیسی: Samsung Biologics) شرکت داروسازی کره‌ای است، که در سال ۲۰۱۱ تأسیس شد.